# (2727) Paton
(2727) Paton es un asteroide perteneciente al cinturón de asteroides descubierto el 22 de septiembre de 1979 por Nikolái Stepánovich Chernyj desde el Observatorio Astrofísico de Crimea, en Naúchni.

## Designación y nombre
Paton fue designado al principio como 1979 SO9.
Posteriormente, en 1984, se nombró en honor de los ingenieros soviéticos Evgueni Patón (1870-1953) y Borýs Patón.

## Características orbitales
Paton orbita a una distancia media del Sol de 2,61 ua, pudiendo alejarse hasta 2,88 ua y acercarse hasta 2,34 ua. Tiene una inclinación orbital de 3,508 grados y una excentricidad de 0,1033. Emplea en completar una órbita alrededor del Sol 1540 días.

## Características físicas
La magnitud absoluta de Paton es 12,2.